# Stigmatodactylus gibbsiae
Stigmatodactylus gibbsiae är en orkidéart som först beskrevs av Paul J. Kores, och fick sitt nu gällande namn av Paul J. Kores. Stigmatodactylus gibbsiae ingår i släktet Stigmatodactylus och familjen orkidéer. Inga underarter finns listade i Catalogue of Life.